# Krambek (Pinnau)
Die Krambek (auch: Krambeek) ist der erste Nebenfluss der Pinnau und hat eine Länge von 4,5 Kilometern. Sie  entspringt in Kisdorf im Kreis Segeberg und mündet in Henstedt-Ulzburg in die Pinnau. Die Krambek ist nicht schiffbar.